# Кубок Молдови з футболу 2020—2021
Кубок Молдови з футболу 2020–2021 — 30-й розіграш кубкового футбольного турніру в Молдові. Титул вперше здобув Сфинтул Георге.

## Календар
| Раунд            | Дата              | Матчі | Клуби   |
| ---------------- | ----------------- | ----- | ------- |
| Попередній раунд | 8 серпня 2020     | 9     | 47 → 38 |
| Перший раунд     | 15-16 серпня 2020 | 14    | 38 → 24 |
| Другий раунд     | 28-29 серпня 2020 | 8     | 24 → 16 |
| 1/8 фіналу       | 27-28 жовтня 2020 | 8     | 16 → 8  |
| 1/4 фіналу       | 19-20 квітня 2021 | 4     | 8 → 4   |
| 1/2 фіналу       | 4 травня 2021     | 2     | 4 → 2   |
| Фінал            | 30 травня 2021    | 1     | 2 → 1   |

## 1/8 фіналу
| Команда 1                | Рахунок | Команда 2             |
| ------------------------ | ------- | --------------------- |
| 27 жовтня 2020           |         |                       |
| Мілсамі                  | 7:1     | Вікторія (Бардар) (2) |
| Кодру (Лозова)           | 1:0     | Кагул-2005 (2)        |
| 28 жовтня 2020           |         |                       |
| Спортинг (Трестієнь) (3) | 0:4     | Сфинтул Георге        |
| Шериф                    | 2:1     | Іскра (Рибниця) (2)   |
| Динамо-Авто (Тирасполь)  | 13:0    | Сокол (Копчак) (3)    |
| Сперанца (Ніспорени)     | 2:1 дч  | Дачія (Буюкань)       |
| Зімбру                   | 0:1     | Флорешти              |
| Петрокуб                 | 4:1     | ФКМ Унгени (3)        |

## 1/4 фіналу
| Команда 1               | Рахунок | Команда 2            |
| ----------------------- | ------- | -------------------- |
| 19 квітня 2021          |         |                      |
| Флорешти                | 1:2     | Петрокуб             |
| Динамо-Авто (Тирасполь) | 2:1     | Кодру (Лозова)       |
| 20 квітня 2021          |         |                      |
| Шериф                   | 4:1     | Мілсамі              |
| Сфинтул Георге          | 5:1 дч  | Сперанца (Ніспорени) |

## 1/2 фіналу
| Команда 1               | Рахунок | Команда 2      |
| ----------------------- | ------- | -------------- |
| 4 травня 2021           |         |                |
| Шериф                   | 3:1     | Петрокуб       |
| Динамо-Авто (Тирасполь) | 1:2 дч  | Сфинтул Георге |

## Фінал
| 30 травня 2021 20:00 EEST |

| Шериф | 0:0 дч   | Сфинтул Георге |
| ----- | -------- | -------------- |
|       | Протокол |                |

| Зімбру, Кишинів Глядачів: 2 737 Арбітр: Габірель Тупіціца |

|                                                  |     | Пенальті                          |  |
| Кастаньєда · Траоре · Тілль · Коловос · Белоусов | 2:3 | Сливка · Тарас · Кречун · Суворов |  |